# Governo Michal
Il Governo Michal (in lingua estone: Michal valitsus) è l’attuale governo dell'Estonia presieduto da Kristen Michal, in carica dal 23 luglio 2024.
Si tratta del 54º governo della Repubblica dell'Estonia dalla sua dichiarazione di indipendenza, avvenuta nel 1918.

## Storia

### Formazione
In seguito alla nomina della Prima ministra Kaja Kallas, suo predecessore, alla carica di Alto rappresentante dell'Unione per gli affari esteri e la politica di sicurezza, il governo da lei presieduto ha rassegnato le dimissioni nelle mani del Presidente Alar Karis, contestualmente al consiglio, da parte della stessa premier, di nominare come suo successore (senza ripercussioni, dunque, sulla coalizione) il Ministro dell’Ambiente Kristen Michal.
Questi, dunque, seguendo l’indicazione del Primo ministro senza che venissero sollevate obiezioni esterne, ha nominato l’ex-ministro, il quale ha formato il proprio governo e si è contestualmente presentato presso il Riigikogu per chiedere la fiducia, la quale, venendo accordata con 64 favorevoli e 27 astenuti, ha permesso all’esecutivo di entrare in carica con pieni poteri il giorno successivo, ossia il 23 luglio.

### Rimozione del Partito Socialdemocratico
Il 10 marzo 2025, Il Ministro capo dell'Estonia, Kristen Michal, in accordo con l’altro alleato di governo, ha annunciato un "rimpasto governativo", puramente di natura politica, volto ad espellere il Partito Socialdemocratico (PSE) dalla coalizione a sostegno del suo governo, chiedendo contestualmente il giorno successivo al Presidente della Repubblica, Alar Karis, di attuare il cambiamento (presto accordato). 
Il Primo ministro ha ufficialmente motivato tale scelta con il desiderio di spostarsi su posizioni più vicine alla destra (in seguito alla crescita nei sondaggi di Isamaa) ed il desiderio di abrogare diversi sgravi fiscali ed aumenti salariali.

## Compagine di governo

### Appartenenza politica
L'appartenenza politica dei membri del Governo alla sua formazione era la seguente:
| Partito | Partito                         | Presidente | Ministri | Totale |
| ------- | ------------------------------- | ---------- | -------- | ------ |
|         | Partito Riformatore Estone (ER) | 1          | 6        | 7      |
|         | Partito Socialdemocratico (PSE) | -          | 4        | 4      |
|         | Estonia 200 (E200)              | -          | 3        | 3      |
| Totale  | Totale                          | 1          | 12       | 13     |

L'appartenenza politica dei membri del Governo alla rimozione del Partito Socialdemocratico (SDE) nel marzo 2025, è la seguente:
| Partito | Partito                         | Presidente | Ministri | Totale |
| ------- | ------------------------------- | ---------- | -------- | ------ |
|         | Partito Riformatore Estone (ER) | 1          | 7        | 8      |
|         | Estonia 200 (E200)              | -          | 5        | 5      |
| Totale  | Totale                          | 1          | 13       | 14     |

### Sostegno parlamentare
Al momento della formazione del governo, il 23 luglio 2024:
| Camera    | Collocazione | Partiti                                                  | Seggi    |
| --------- | ------------ | -------------------------------------------------------- | -------- |
| Riigikogu | Maggioranza  | ER (39), SDE (14), E200 (13)                             | 66 / 101 |
| Riigikogu | Opposizione  | EKRE (11), Isamaa (10), K (6), Indipendenti (5), ERK (3) | 35 / 101 |

Al momento della rimozione del Partito Socialdemocratico (SDE) dalla coalizione di governo, l’11 marzo 2025:
| Camera    | Collocazione | Partiti                                                            | Seggi    |
| --------- | ------------ | ------------------------------------------------------------------ | -------- |
| Riigikogu | Maggioranza  | ER (39), E200 (13)                                                 | 52 / 101 |
| Riigikogu | Opposizione  | SDE (14), EKRE (11), Isamaa (11), K (7), Indipendenti (5), ERK (1) | 49 / 101 |

## Composizione
La compagine ministeriale comprende 14 ministri (con il Primo ministro), di cui 7 donne e 7 uomini.
| Ufficio del Ministro capo       | Ufficio del Ministro capo | Ufficio del Ministro capo | Ufficio del Ministro capo                                | Ufficio del Ministro capo |
| Carica                          | Titolare                  | Titolare                  | Titolare                                                 | Partito                   |
| ------------------------------- | ------------------------- | ------------------------- | -------------------------------------------------------- | ------------------------- |
| Ministro capo                   |                           |                           | Kristen Michal                                           | ER                        |
| Ministeri                       |                           |                           |                                                          |                           |
| Ministri                        | Ministri                  | Ministri                  | Ministri                                                 | Partito                   |
| Finanze                         |                           |                           | Jürgen Ligi                                              | ER                        |
| Affari esteri                   |                           |                           | Margus Tsahkna                                           | E200                      |
| Difesa                          |                           |                           | Hanno Pevkur                                             | ER                        |
| Interno                         |                           |                           | Lauri Läänemets Fino all’11/03/2025                      | SDE                       |
| Interno                         |                           |                           | Hanno Pevkur (ad interim) Dall’11/03/2025 al 25/03/2025  | ER                        |
| Interno                         |                           |                           | Igor Taro Dal 25/03/2025                                 | E200                      |
| Giustizia ed Affari digitali    |                           |                           | Liisa Pakosta                                            | E200                      |
| Istruzione e Ricerca            |                           |                           | Kristina Kallas                                          | E200                      |
| Cultura                         |                           |                           | Heidy Purga                                              | ER                        |
| Economia ed Industria           |                           |                           | Erkki Keldo                                              | ER                        |
| Clima                           |                           |                           | Yoko Alender                                             | ER                        |
| Infrastrutture                  |                           |                           | Vladimir Svet Fino all’11/03/2025                        | SDE                       |
| Infrastrutture                  |                           |                           | Jürgen Ligi (ad interim) Dall’11/03/2025 al 25/03/2025   | ER                        |
| Infrastrutture                  |                           |                           | Kuldar Leis Dal 25/03/2025                               | ER                        |
| Affari sociali                  |                           |                           | Riina Sikkut Fino all’11/03/2025                         | SDE                       |
| Affari sociali                  |                           |                           | Signe Riisalo (ad interim) Dall’11/03/2025 al 25/03/2025 | ER                        |
| Affari sociali                  |                           |                           | Karmen Joller Dal 25/03/2025                             | ER                        |
| Protezione sociale (soppresso)  |                           |                           | Signe Riisalo Fino al 25/03/2025                         | ER                        |
| Affari regionali ed Agricoltura |                           |                           | Piret Hartman Fino all’11/03/2025                        | SDE                       |
| Affari regionali ed Agricoltura |                           |                           | Yoko Alender (ad interim) Dall’11/03/2025 al 25/03/2025  | ER                        |
| Affari regionali ed Agricoltura |                           |                           | Hendrik Johannes Terras Dal 25/03/2025                   | E200                      |

Fonte: (EN) Estonia's new government: Who's who, su news.err.ee, 23 luglio 2024.

### Esplicative
1. ↑  Fino all’11 marzo 2025.